# Dobra (powiat Policki)
Dobra (Duits: Daber) is een dorp in het Poolse woiwodschap West-Pommeren, in het district Policki. De plaats maakt deel uit van de gemeente Dobra en telt 950 inwoners.

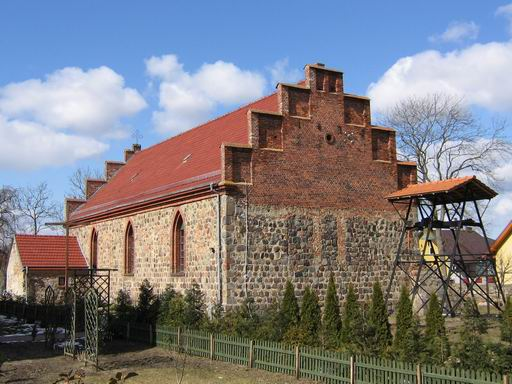
Kerk in Dobra